# Campionati mondiali di pentathlon moderno 2018
I campionati mondiali di pentathlon moderno 2018 si sono svolti dal 6 al 15 settembre 2018 a Città del Messico, in Messico.

## Medagliere
| Pos.   | Paese         | Oro | Argento | Bronzo | Totale |
| ------ | ------------- | --- | ------- | ------ | ------ |
| 1      | Francia       | 2   | 2       | 2      | 6      |
| 2      | Bielorussia   | 2   | 0       | 0      | 2      |
| 3      | Germania      | 1   | 2       | 1      | 4      |
| 4      | Ungheria      | 1   | 1       | 0      | 2      |
| 4      | Gran Bretagna | 1   | 1       | 0      | 1      |
| 6      | Rep. Ceca     | 0   | 1       | 0      | 1      |
| 7      | Ucraina       | 0   | 0       | 2      | 2      |
| 8      | Bulgaria      | 0   | 0       | 1      | 1      |
| 8      | Guatemala     | 0   | 0       | 1      | 1      |
| Totale | Totale        | 7   | 7       | 7      | 21     |

## Podi

### Maschili
| Evento      | Oro                                                  | Argento                                            | Bronzo                                                |
| Individuale | James Cooke                                          | Valentin Prades                                    | Pavlo Tymoščenko                                      |
| A squadre   | Francia Valentin Prades Valentin Belaud Brice Loubet | Gran Bretagna James Cooke Myles Pillage Joe Choong | Ucraina Pavlo Tymoščenko Denys Pavlyuk Yuriy Fedechko |
| Staffetta   | Francia Alexandre Henrard Valentin Belaud            | Rep. Ceca Jan Kuf Martin Vlach                     | Bulgaria Todor Mihalev Yavor Peshleevski              |

### Femminili
| Evento      | Oro                                                       | Argento                                            | Bronzo                                              |
| Individuale | Anastasiya Prokopenko                                     | Annika Schleu                                      | Marie Oteiza                                        |
| A squadre   | Ungheria Sarolta Kovács Zsófia Földházi Tamara Alekszejev | Francia Marie Oteiza Julie Belhamri Élodie Clouvel | Germania Annika Schleu Janine Kohlmann Anna Matthes |
| Staffetta   | Bielorussia Anastasiya Prokopenko Iryna Prasiantsova      | Germania Ronja Steinborn Annika Schleu             | Guatemala Sofia Cabrera Sophia Hernández            |

### Misti
| Evento    | Oro                                     | Argento                                  | Bronzo                              |
| Staffetta | Germania Rebecca Langrehr Fabian Liebig | Ungheria Michelle Gulyás Gergő Bruckmann | Francia Emma Riff Alexandre Henrard |